# Монтеверде (Перуђа)
Монтеверде је насеље у Италији у округу Перуђа, региону Умбрија.
Према процени из 2011. у насељу је живело 51 становника. Насеље се налази на надморској висини од 554 м.